# آنیلازین
آنیلازین (به انگلیسی: Anilazine) با فرمول شیمیایی C۹H۵Cl۳N۴ یک ترکیب شیمیایی است. شکل ظاهری این ترکیب، پودر یا بلورهای قهوه‌ای و سفید است.